# Julius Morris
Julius Morris (* 14. April 1994) ist ein Sprinter aus Montserrat. Er nahm an den Weltmeisterschaften 2015 in Peking über 200 Meter teil. Er hält auf mehreren Strecken nationale Rekorde.
Morris besuchte die Western Kentucky University in den Vereinigten Staaten.

## Persönliche Bestleistungen

### Freiluft
- 100 Meter – 10,12 (+1,8 m/s, Houston 2018) NR
- 200 Meter – 20,28 (El Paso 2017) NR

### Halle
- 60 Meter – 6,74 (Nashville 2016) NR
- 200 Meter – 20,99 (Birmingham, AL 2016) NR
- 400 Meter – 49,31 (Nashville, AL 2015) NR